# Subregió de Kocaeli
La subregió de Kocaeli (TR42) és una de les 26 subregions estadístiques de Turquia.

## Regions de tercer grau (províncies)
- Província de Kocaeli (TR421)
- Província de Sakarya (TR422)
- Província de Düzce (TR423)
- Província de Bolu (TR424)
- Província de Yalova (TR425)